# Denominazione di Origine Controllata
Denominazione di origine controllata (DOC) er et italiensk system for kontrol af oprindelsesbetegnelser for fødevarer og særligt vin. Systemet er modelleret efter det franske AOC og blev introduceret i 1963. I 1992 blev det revideret, så det stemte overens med EU's lovgivning om beskyttet oprindelsesbetegnelse, der trådte i kraft samme år. 
Systemet er opdelt i tre klassifikationer: 
- DO — Denominazione di Origine (sjældent anvendt)
- DOC — Denominazione di Origine Controllata
- DOCG — Denominazione di Origine Controllata e Garantita

DOCG er den mest restriktive og blev indført efter at mange fødevarevirksomheder fandt at tildelingen af DOC-klassifikationer var for liberal. Vin, der er DOCG-klassificeret analyseres og testes af statsautoriseret personale før den hældes på flaske. For at forhindre senere snyd bliver DOCG-flaskerne senere forsynet med en nummeret banderole. 